# Sollasina cthulhu
Sollasina cthulhu (лат.) — вид вымерших иглокожих семейства Sollasinidae класса Ophiocistoidea, известный по ископаемым остаткам из лагерштеттов на юге графства Херефордшир в Англии (Великобритания), относящимся к верхним ярусам венлокской эпохи силурийского периода. Назван в честь мифов Ктулху — «вымышленной вселенной Г. Ф. Лавкрафта, населённой причудливыми чудовищами с щупальцами». Филогенетический анализ позволил отнести этот вид к стволовой группе голотурий, наряду с остальными представителями Ophiocistoidea, а также подтвердил парафилетичность этого класса.

## Описание
Тека имела пятиугольную форму и составляла около 15 мм в диаметре. Нижняя поверхность слегка вогнутая, состояла из пяти широких радиусов, покрытых рядами известковых пластинок и чередующимися с пятью интеррадиусами. Верхняя поверхность плохо сохранилась, но предположительно была выпуклой и покрытой множеством неправильно расположенных пластинок. Посередине нижней стороны расположен рот, окружённый перистомом около 6 мм в диаметре. Ротовой аппарат состоит из пяти ромбовидных пластинок, расположенных напротив интеррадиусов. Мадрепоровая пластинка куполообразная около 1,1 мм в диаметре, с кольцом пор на вершине. На ней же расположен гонопор. На каждом радиусе имелось 9 амбулакральных ножек, расположенные в ряд от перистома к верхней поверхности тела, при этом первые 8 ножек были парными. Первая пара ножек располагалась в перистоме и достигала 3 мм в длину и 0,8 мм в диаметре. Ножки последующих трёх пар постепенно увеличивались в размерах до 14 мм в длину и 2 мм в диаметре. Самая верхняя ножка не имела пары и была короче последней парной. Каждая амбулакральная ножка была покрыта тонкими перекрывающими пластинками, расположенных в как минимум восемь рядов из 20—30 пластинок на парных ножках и в четыре ряда из 13 пластинок на непарной. Концы амбулакральных ножек были закруглёнными. На краю интеррадиуса с верхней стороны теки имелся перипрокт, окружённый мелкими пластинками треугольной формы. Внутри теки имелась тонкая уплощённая структура в форме незамкнутого кольца, окружавшего перистом. Как предполагают исследователи, эта структура могула представлять собой нервное кольцо или кольцевой канал амбулакральной системы.
Имелись спикулы, как у голотурий, но ротовой аппарат с пластинками-гониодонтами скорее сходен с ротовым аппаратом морских ежей, а пищей были ему шли сидячие и полусидячие организмы, как и у морских ежей, но также и планктон и детрит, как у голотурий.